# Hector Chotteau
Hector Chotteau byl belgický reprezentační hokejový brankář.
V roce 1924 a 1928 byl členem Belgického hokejové týmu, který skončil 2x osmý na zimních olympijských hrách.